# جیکوب آرتیست
جیکوب آرتیست (انگلیسی: Jacob Artist؛ زادهٔ ۱۷ اکتبر ۱۹۹۲) یک هنرپیشه اهل ایالات متحده آمریکا است. از سریال‌های معروفی که در آن بازی کرده‌است می‌توان به گلی، خون‌بها و کوانتیکو اشاره کرد.